# Khorira
Khorira est une ville et sous-préfecture de la préfecture de Dubréka, dans la région de Kindia en Guinée.

## Géographie
Khorira est située au bord de la rivière Soumba (anciennement Dubréka) et traversée aussi par la route nationale 3 du pays.

## Histoire
En 1891, le voyageur E. Guillou note : « L'importance de Correra est moindre que celle de Dubréka ; pourtant il s'y fait un assez grand commerce de gomme copal, de caoutchouc et de peaux. Toute la ville est construite sur la rive gauche de la Dubréka. » Il rapporte aussi que la traversée de la rivière, « excessivement torrentueuse », est dangereuse, avec de l'eau jusqu'aux épaules.

## Population
En 2016, la localité comptait 27 277 habitants.